# New York Film Critics Circle Awards 1957
La 23ª edizione della cerimonia dei New York Film Critics Circle Awards, annunciata il 30 dicembre 1957, ha premiato i migliori film usciti nel corso del 1957.

## Vincitori

### Miglior film
- Il ponte sul fiume Kwai (The Bridge on the River Kwai), regia di David Lean

### Miglior regista
- David Lean - Il ponte sul fiume Kwai (The Bridge on the River Kwai)

### Miglior attore protagonista
- Alec Guinness - Il ponte sul fiume Kwai (The Bridge on the River Kwai)

### Miglior attrice protagonista
- Deborah Kerr - L'anima e la carne (Heaven Knows, Mr. Allison)

### Miglior film in lingua straniera
- Gervaise, regia di René Clément • Francia